# Kilometroak

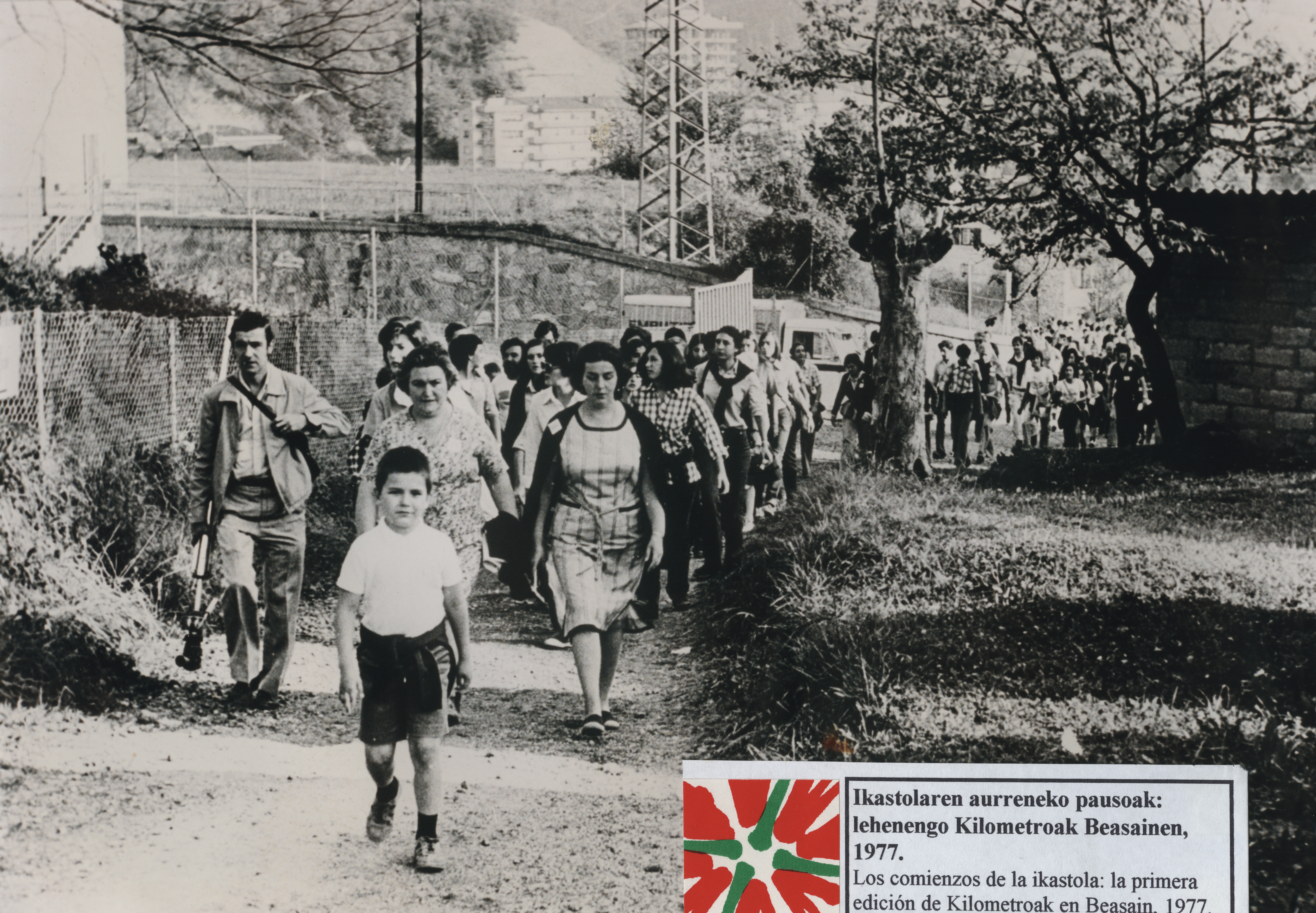
Première fête du Kilometroak, Beasain, 1977.

Kilometroak est une fête annuelle en faveur de la langue basque, organisée par les ikastola du Guipuscoa. 
Depuis 1977, des milliers de gens se réunissent le 1er dimanche d'octobre. L’argent recueilli est destiné d’une part à financer le nouveau bâtiment de l’ikastola et d’autre part à promouvoir le nouveau projet éducatif.
Bien que la fête officielle du Kilometroak se concentre sur un jour, les activités continuent tout au long de l’année : développement à la culture basque, parité entre femmes et hommes, inclusion, respect à la nature et pluralité.

## Éditions
- 1977 : Beasain-Lazkao
- 1978 : Zubieta
- 1979 : Azpeitia
- 1980 : Tolosa
- 1981 : Arrasate
- 1982 : Hernani
- 1983 : Saint-Sébastien
- 1984 : Errenteria
- 1985 : Zumarraga-Urretxu-Legazpi
- 1986 : Deba
- 1987 : Zarautz
- 1988 : Irun
- 1989 : Oñati
- 1990 : Andoain
- 1991 : Bergara
- 1992 : Oiartzun
- 1993 : Ordizia
- 1994 : Legazpi
- 1995 : Saint-Sébastien
- 1996 : Elgoibar
- 1997 : Pasaia-Lezo
- 1998 : Tolosaldea
- 1999 : Errenteria
- 2000 : Azpeitia
- 2001 : Beasain
- 2002 : Zumarraga-Urretxu
- 2003 : Lazkao
- 2004 : Orio-Zarautz
- 2005 : Leintz-Gatzaga
- 2006 : Oiartzun
- 2007 : Bergara
- 2008 : Irura
- 2009 : Saint-Sébastien
- 2010 : Lezo
- 2011 : Azpeitia
- 2012 : Andoain
- 2013 : Tolosa
- 2014 : Orio
- 2015 : Ursubil
- 2016 : Bergara
- 2017 : Ognate